# Shadlog Bernicke

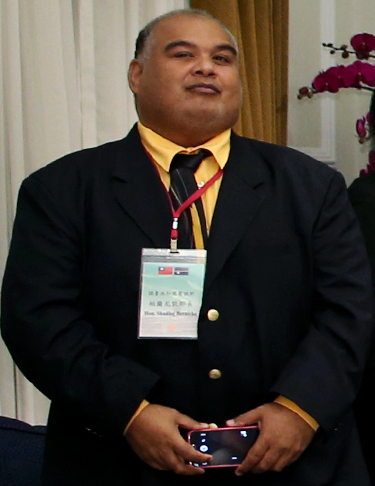
Shadlog Bernicke (2016)

Shadlog Armait Bernicke (ur. 8 lipca 1966) – nauruański polityk. Reprezentant okręgu Buada.
Z zawodu jest urzędnikiem. Bernicke został wybrany do parlamentu w wyborach parlamentarnych w 2007 roku i zasiada w nim do dziś. Jego poprzednikiem był Lyn Adam.
W gabinecie Sprenta Dabwido, pełnił funkcję ministra zdrowia. Za jego prezydentury, Bernicke był członkiem dwóch parlamentarnych komitetów; był to komitet druku i komitet biblioteki (jest ich członkiem do teraz). W gabinecie Barona Waqa był ministrem telekomunikacji oraz Nauru Phosphate Royalties Trust i Nauru Utilities Corporation.
W wyborach 2019 dostał się do parlamentu z okręgu Buada.
Był kandydatem w głosowaniu na przewodniczącego parlamentu, jednak przegrał z Marcusem Stephenem 7 do 12.